# Джек Страйфи
Дже́к Стра́йфи (англ. Jack Strify; настоящее имя — Андре́ас Эдуа́рд Ху́дец (англ. Andreas Eduard Hudec), род. 20 августа 1988 г., Филлинген-Швеннинген, Германия) — немецкий певец, музыкант, автор песен.
Джек Страйфи был и остается известным благодаря немецкой группе «Cinema Bizarre», которая за несколько лет своей деятельности достигла головокружительного успеха, получив мировое признание. Группа даже побывала в туре с Леди Гага в США в 2009 году, но из-за разных характеров парней распалась на пике своей популярности в 2010 г. На некоторое время Джек Страйфи взял перерыв и в качестве эксперимента решил попробовать себя в роли диджея, посетив с сетами Москву, Санкт-Петербург и Минск. Все выступления были тепло приняты его поклонниками. Затем артист, который не может жить без музыки и сцены, продолжил своё развитие. В 2013 году он выпускает мини-альбом под названием «Glitter + Dirt», а уже на следующий год вновь приезжает в Россию, где даёт свои первые сольные концерты. Долгожданный альбом Джека Страйфи «ILLUSION», родившийся благодаря краудфандингу в конце 2014 и появившийся в начале 2015 в музыкальных магазинах, поклонники с восторгом восприняли, а DJ-и создают замечательные танцпольные треки. 30 сентября 2015 года вышел цифровой ЕР с ремиксами на некоторые песни из альбома.

## Биография
Андреас Эдуард Худец родился 20 августа 1988 года в Филлинген-Швеннинген и был старшим ребёнком в семье. У Андреаса есть младший брат Штефан. Их родители развелись, когда Андреасу было 7 лет, и они с братом жили с отцом. С 1995 по 1998 Андреас ходил в начальную школу Gartenschule, затем в гимназию Gymnasium am Deutenberg в Филлинген-Швеннингене. Любимыми предметами Андреаса были английский и искусство. Он ненавидел математику и естественные науки. «Мне никогда не нравилось действовать по правилам, я предпочитал самостоятельную, творческую работу» — говорит он.
В подростковом возрасте Андреаса привлекала готическая, а затем и эмо субкультуры. Как подросток, живущий в сети, он познакомился там с другими участниками будущей группы, которых объединила любовь к манге, аниме и музыке. Своё имя Страйфи получил от Клауда Страйфа, героя японской игры «Final Fantasy VII», имя Джек ему досталось от Джека Скеллингтона, персонажа известного мультфильма Тима Бёртона «Кошмар перед Рождеством». Страйфи является поклонником творчества Бёртона, а Джек Скеллингтон — его герой.

### Начало карьеры.

#### Cinema Bizarre
По официальной версии на одном из фестивалей косплееров участники будущего коллектива и познакомились с фронтменом группы Lacrimosa Тило Вольффом. В 2005 году образовалась группа Cinema Bizarre. После образования группы Страйфи бросает гимназию и переезжает в Берлин, где живёт с двумя другими участниками Киро и Ю. После головокружительного успеха коллектив распался из-за творческих разногласий участников.
После того как участники Cinema Bizarre взяли творческий перерыв, Страйфи на некоторое время отстраняется от музыкального бизнеса, чтобы пожить спокойной жизнью и закончить своё образование. В 2010 году он поступил в Берлинский колледж (Berlin Kolleg) и в 2013 с успехом закончил его по специальности психология и английский. Также параллельно в 2010 и 2011 годах Страйфи пробовал себя в качестве диджея, посетив с сетами Москву, Санкт-Петербург и Минск по приглашению своего друга.

#### «Glitter + Dirt»
В 2012 году Джек Страйфи вместе со своим другом и барабанщиком Cinema Bizarre Марселем (Marcel Gothow) выпустил видео-трилогию под названием «Glitter + Dirt». Каждое видео трилогии включает в себя одну и ту же тему — тему трансформации, и показывает разные стороны артиста и его творчества. Также в каждом из этих треков в той или иной степени затронута тема эскапизма. На название трилогии его вдохновил любимый город Берлин, в котором артист чувствует себя как дома.
```
   "Здесь очень многие вещи кажутся блестящими и светлыми, не являясь таковыми: впечатление создает лишь фасад, под которым скрывается нечто абсолютно противоположное. А есть в Берлине и другие феномены: они кажутся обшарпанными и грязными, но в действительности могут быть полны любви. Все обманчиво, так что всегда стоит смотреть глубже. Мир построен на контрастах – начиная с протонов и электронов, дня и ночи, рая и ада. И все эти явления вовсе не нужно противопоставлять -  ведь они необходимы друг другу. Glitter + Dirt – это моя философия противоположностей. А блеск (glitter) – моя любимая иллюзия". - Jack Strify
[
5
]
```

Для первой песни и видео «Brave New World» вдохновением послужил одноимённый роман Олдоса Хаксли «О, дивный новый мир» («Brave New World»), одна из самых любимых книг Страйфи. Видео было снято в парке Сан-Суси (Sanssouci) в Потсдаме. Здания, которые можно увидеть в видео — часть Нового Дворца и Университета Потсдама. В 2012 году было 300-летие Фридриха II, короля Пруссии, и так как Страйфи любит Сан-Суси и дворцы вообще, он решил, что это будет прекрасным местом для съёмки видео и даже данью части истории Германии.
Второе видео «Sanctuary» — это история о девушке, которая скрывается внутри своего убежища. Видео было снято в Трептов-парке (Treptower Park) в Берлине.
Третье видео «Halo» повествует о любви и посвящено любви Страйфи.
В следующем году Джек Страйфи выпустил одноимённый EP, релиз которого состоялся на iTunes 20 августа 2013, в день рождения певца. В мини-альбом вошли 3 песни из видео-трилогии, а также новая песня «Fix Me».
В феврале 2014 Страйфи наконец-то посетил Россию со своим первым сольным туром «Strange New World» в 5 городах. На своих выступлениях артист исполнил песни со своего EP, а также некоторые новые песни и песни Cinema Bizarre.

#### ILLUSION
В сентябре 2013 Страйфи начал работу над своим первым полноценным сольным альбомом в соавторстве со своей лучшей подругой и известным автором песен Мишель Леонард (Michelle Leonard). На время работы над альбомом он практически переехал к ней на полгода. 2013 был тяжёлым для Страйфи — он пережил смерть отца и разрыв отношений, которые длились 4 года. Это нашло отражение и стало большой частью его нового альбома «ILLUSION». Также Страйфи всегда любил электронную музыку и музыку 80-х, поэтому хотел сделать альбом, который бы привнёс атмосферу 80-х в современную поп-музыку.
```
   "Вообще, артист всегда черпает вдохновение из собственного опыта. Внешне я двуполый, так что порой моими музами становятся 
гламур
 и 
мода
. А еще в своей музыке я ориентируюсь на 
синти-поп
-команды 80-х, 
новую волну
 и электронику. Мои кумиры – 
Дэвид Боуи
 и 
Depeche Mode
, что иногда можно почувствовать в моих песнях". - Jack Strify
[
5
]
```

Его песня «Burn / Fear» выражает протест против гнёта, объясняет вокалист: «Песня имеет политический подтекст. Иногда приходится сражаться с собственным страхом, чтобы бороться против несправедливости».
Песня «Hearts Are Digital» рассказывает о «дивном новом мире» интернета. «Я — „цифровой человек“, который вырос в сети. Для меня это нечто естественное, реальность или иллюзия», — говорит Страйфи. «Наше восприятие становится цифровым. Смотришь на небо и спрашиваешь себя, насколько хорошо оно будет выглядеть в instagram?» — Смеётся он — "Конечно я спрашиваю себя, здорОво ли это.
Песни «Metropolis» и «Matrix» отражают любовь Страйфи к технологиям, научной фантастике: «Я всегда любил научную фантастику. За год до того, как я начал писать альбом, я много читал, я читал такие книги как „О, дивный новый мир“, я смотрел фильмы, такие как „Метрополис“, я всегда был очарован этой темой, книгами, потому что я считаю, что в этих книгах очень много нашей реальности, иногда они как зеркало. Я думаю, это удивительно, потому что многие из этих книг были написаны 60 лет назад, но они полностью описывают время, в котором мы живём, и я был очень вдохновлён этими книгами, вы определённо можете услышать это в альбоме».
Страйфи и Мишель Леонард решили выпустить альбом без помощи крупного лейбла, и в августе 2014 была запущена краудфандинговая кампания, которая завершилась весьма успешно, достигнув 130 % от цели проекта. И уже в ноябре поклонники, внёсшие свой вклад в финансирование альбома, могли его услышать.
```
  "В том виде, в котором ILLUSION существует сейчас, он не мог бы существовать без краудфандинга, нет. Это был бы совершенно иной альбом, возможно, лишь ЕР с четырьмя песнями. Я бы не смог работать с авторами песен и продюсерами, с которыми хотел, без помощи всех пледжеров и тех, кто меня поддерживает". - Jack Strify
[
8
]
```

Затем Джек Страйфи подписал контракт с лейблом «Membran» и в апреле 2015 переизданный ILLUSION появился на прилавках музыкальных магазинов. Страйфи снова начинает снимать клипы, выступать на радио и давать интервью. В поддержку своего нового альбома он дал концерты в Берлине, Париже и Милане.
В обктябре 2015 у Страйфи вышел цифровой EP «MxStrify» с ремиксами на некоторые песни из альбома ILLUSION. Страйфи сотрудничал с такими диджеями, как Ray Noir, Faderhead и Let’s Go Radio.
Затем у Страйфи произошёл конфликт с лейблом и он расторг контракт.
В настоящее время Страйфи является инфлюенсером на протяжении уже двух лет, а недавно артист объявил о предстоящем туре по России под названием UN/DIGITAL HEARTS — ILLUSION Acoustic, который состоится в сентябре 2016.

## Сотрудничество
Помимо своей музыкальной карьеры Джек Страйфи также принимал участие в съёмках видео других артистов, а также различных проектах.
В декабре 2013 он снялся в рождественском видео DANDY DIARY & FRIENDS — «Christmas Time».
В июле 2015 Страйфи принял участие в видео Grossraum Indie Fresse «Richtig Nice», а в ноябре снимался в клипе «Lovesong» этого же коллектива, но видео, к сожалению, не вышло. Так же Страйфи выступал вместе с Grossraum Indie Fresse в роли своего альтер эго Руди.
В 2013—2014 году Джек Страйфи работал над первым выпуском журнала SHITPAPER своей лучшей подруги, модели, ведущей и певицы Бонни Стрейндж (Bonnie Strange), которая затем принимала участие в записи песни «Electric» из нового альбома Страйфи «ILLUSION», а также была режиссёром его видео «Lover’s When It’s Cold». В 2015 Страйфи принимал участие в книге «Гендер как спектр» другого своего близкого друга, фотографа Йозефа Вольфганга Олерта.

## Личная жизнь
В настоящее время Джек Страйфи свободен и живёт один в маленькой квартире в центре Берлина.

## Сексуальная ориентация
Сексуальная ориентация Джека Страйфи всегда вызывала интерес и была предметом споров между его поклонниками. Сам Страйфи всегда отвечал на вопросы уклончиво. В 2015 году в книге фотографа Йозефа Вольфганга Олерта «Гендер как спектр» он признаётся:
```
  "Я целовался с женщинами. Я целовался с мужчинами. Я любил и хотел и тех и других. В какой-то момент все определения подходят — 
гей
, 
бисексуал
, 
пансексуал
. В 15 лет я признался своей семье, что я гей, затем в 16 у меня всё же была девушка. Для меня рано стало ясно, что ничто не вечно. Романтическая и сексуальная привлекательность — две разные вещи и имеют одновременное влияние на меня. В настоящее время я определяюсь больше термином 
квир
" - Jack Strify
```

## Другие факты
Джек Страйфи является крёстным собаки по кличке Хуго, помеси мопса и французского бульдога, хозяйкой которого является Шанти, бывшая участница коллектива Fräulein Wunder.

## Дискография

### Альбомы
- Glitter + Dirt EP (2013)
- ILLUSION (2015)
- MxStrify (2016)

### Синглы
- Burn/Fear (2015)

### Другие песни
- All About You (A Silent Express Cover, 2013)
- Liberacе (2014)
- Wicked Little Things (2014)

### Видеоклипы
- Brave New World (2012)
- Sanctuary (2012)
- Halo (We’re The Only One)(2012)
- Halo (We’re The Only One)[Epic Epileptic Remix](2013)
- Fix Me (Stripped Down Acoustic Version)(2014)
- Burn/Fear (2015)
- Lover’s When It’s Cold (2015)

#### Видеоклипы других исполнителей
- DANDY DIARY & FRIENDS — «Christmas Time» (2013)
- Grossraum Indie Fresse «Richtig Nice» (2015)

## Концертные туры
- 2014 — «Strange New World»
- 2015 — «Just an ILLUSION»
- 2016 — UN/DIGITAL HEARTS — ILLUSION Acoustic